# Municipio de Union (condado de Appanoose)
El municipio de Union (en inglés: Union Township) es uno de los diecisiete municipios ubicados en el condado de Appanoose en el estado estadounidense de Iowa. En el año 2000 el municipio tenía una población de 152 habitantes y una densidad poblacional de 2,2 personas por km².

## Geografía
El municipio de Union se encuentra ubicado en las coordenadas 40°51′26″N 92°41′38″O / 40.85722, -92.69389.